# Samba, Jammu
Samba là một thị xã và là nơi đặt ủy ban khu vực quy hoạch (notified area committee) của quận Jammu thuộc bang Jammu và Kashmir, Ấn Độ.

## Địa lý
Samba có vị trí 32°34′B 75°07′Đ / 32,57°B 75,12°Đ Nó có độ cao trung bình là 384 mét (1259 feet).

## Nhân khẩu
Theo điều tra dân số năm 2001 của Ấn Độ, Samba có dân số 19.961 người. Phái nam chiếm 65% tổng số dân và phái nữ chiếm 35%. Samba có tỷ lệ 78% biết đọc biết viết, cao hơn tỷ lệ trung bình toàn quốc là 59,5%: tỷ lệ cho phái nam là 84%, và tỷ lệ cho phái nữ là 68%. Tại Samba, 10% dân số nhỏ hơn 6 tuổi.